# West Kensington (metrostation)
West Kensington is een station van de metro van Londen aan de District Line. Het metrostation, dat in 1874 is geopend, ligt in de wijk Kensington.

## Geschiedenis
Het station werd geopend door de District Railway (DR), de latere District Line, op 9 september 1874 als 'North End (Fulham)' toen de lijn aan de westzijde van Earl's Court naar Hammersmith werd doorgetrokken. Destijds was er geen station tussen North End (Fulham) en Hammersmith, Barons Court werd pas in 1905 geopend. Het station werd op 1 maart 1877 omgedoopt in West Kensington, 3 maanden voor de verdere verlenging van de lijn naar Richmond.
Op 5 mei 1878 begon de Midland Railway een dienst tussen St Pancras en Earl's Court via een ruime boog om de stad, de zogeheten Super Outer Circle, langs Cricklewood, South Acton en verbindingssporen die aan de noordkant van de Gunnersbury Triangle lagen. De Super Outer Circle was geen succes en werd beëindigd op 30 september 1880.
Het stationsgebouw aan North End Road werd in 1927 herbouwd door Charles Holden. Hij gebruikte dezelfde materialen en afwerking als bij de zuidelijke verlenging van de Northern Line die in 1926 werd geopend.
Transport for London staakte in 2009, nadat al £ 5,05 miljoen was besteed, in verband met bezuinigingen de ombouw van het station om het rolstoeltoegankelijk te maken. Behalve West Kensington werden nog vijf andere rustige stations getroffen door de bezuinigingen waarvan sommige dicht bij een ander station liggen dat wel rolstoeltoegankelijk is. Zo zijn Hammersmith en Earl's Court wel geschikt voor rolstoelers.

## Reizigersdienst
De ingang van het station ligt aan North End Road (B317) vlak ten zuiden van de kruising met West Cromwell Road  / Talgarth Road ( A4 ). Vanuit de stationshal zijn de perrons met vaste trappen bereikbaar. 
De District Line rijdt in de daluren:
- 6 keer per uur naar Ealing Broadway.
- 6 keer per uur naar Richmond.
- 12 keer per uur naar Upminster.